# Măxineni
Măxineni é uma comuna romena localizada no distrito de Brăila, na região de Muntênia. A comuna possui uma área de 133.63 km² e sua população era de 3539 habitantes segundo o censo de 2007.